# 大興寺 (知多市)
大興寺（だいこうじ）は、愛知県知多市にある臨済宗妙心寺派の寺院。山号は龍雲山。

## 由緒
創立年代は不明だが、鎌倉時代には存在していたようで、当時は大福寺という寺号であった。正和年中のころ、一色範氏が夢窓疎石を開山に迎えて堂宇を再興し、寺号を大興寺と改めたという。知多のだるま寺として知られ、毎年成人の日に大量のだるまをお焚き上げをする祭りが行われる。また、秋には境内の周りに四季桜やコスモスが咲き、多くの人が訪れる。

## 文化財
- 金銅熱田五社明神本地懸仏(愛知県指定文化財)
- 金銅両界大日如来・聖観音菩薩懸仏 永仁四年銘(愛知県指定文化財)
- 大日如来坐像(知多市指定文化財)

## 所在地
- 愛知県知多市大興寺落田52